# Jean Effel
Jean Effel (eigentlich François Lejeune; * 12. Februar 1908 in Paris; † 16. Oktober 1982 ebenda) war ein französischer Cartoonist und Illustrator.

## Leben und Werk
François Lejeune verwendete das Pseudonym Effel nach seinen Initialen FL. Er studierte Kunst, Musik und Philosophie in Paris und verbrachte einige Zeit in England. Nach wenig erfolgreichen Versuchen als Theaterautor und Maler wurde er zu einem der berühmtesten französischen Karikaturisten. 1933 wurde er als ständiger Mitarbeiter in die Redaktion des Canard enchaîné aufgenommen. Seine Karikaturen wurden nach dem Zweiten Weltkrieg auch im Hamburger Abendblatt abgedruckt.
Seine wichtigsten Werke waren eine Sammlung antifaschistischer Karikaturen (1935), das Märchen Turelune le Cornepipeux (1944) und die fünfbändige Serie La Création du Monde (Die Erschaffung der Welt, ab 1945). Sein Trickfilm Die Erschaffung der Welt kam 1958 in der Tschechoslowakei und 1959 in der DDR in die Kinos.
1968 wurde dem Sozialisten Effel in der Sowjetunion der Internationale Lenin-Friedenspreis verliehen. Am 21. September 1976 wurde er zum Ehrenmitglied der Akademie der Künste der UdSSR ernannt.